# عقيدة سدوية بطانية رحمية
العقيدة البطانية السدوية الرحمية هي تكاثر غير ارتشاحي ومحدود لخلايا انسجة بطانة الرحم وهي نوع فرعي حميد من الورم السدودي البطاني الرحمي. مظهر الخلايا مطابق لخلايا انسجة بطانة الرحم الطبيعية. لا يمكن تمييز هذا عن الساركومة البطانية السدوية الرحمية منخفضة الدرجة إلا من خلال تأكيد عدم الارتشاح.

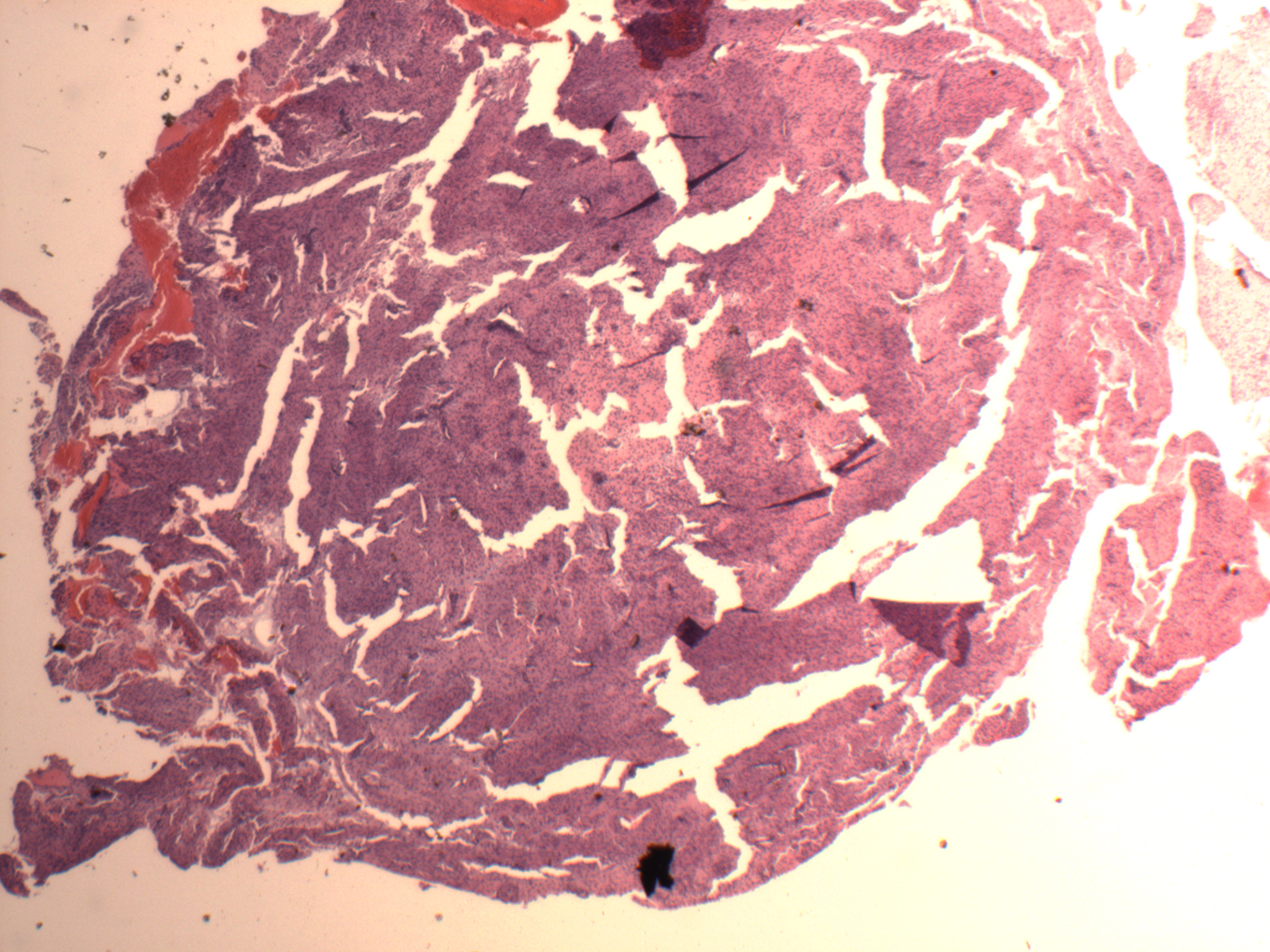
العقيدة البطانية السدوية الرحمية

يشمل الفرق الورم العضلي الأملس الخلوي. يمكن المساعدة في التشخيص عن طريق التلوين المناعي. العقيدات البطانية السدوية الرحمية إيجابية بالنسبة لـ CD10؛ الأورام العضلية الملساء إيجابية بالنسبة للكالديسمون والديسمين (وأحيانًا CD10).